# 樸門
樸門（英語：permaculture，又稱永續生活設計或永恒農業或永耕）是20世記發展出的一派永續農業，同時也是一個社會運動，強調由自然取材，仿效原生態的生物互動和特徵來建立更符合永續和環保目標的園藝或農業。
這個詞由英文permanent（永久）和culture（農業或文化）組成。其概念起源於澳洲生態学家比爾莫利森、大衛霍姆格伦及其伙伴在1970年代所出版的一系列刊物。莫利森認為社會對工業化體系的依賴，造成地球生態系統全面而徹底的毀滅。
在社會運動方面，樸門藉由迅速培訓許多人，讓他們了解一套核心的設計原則，而有能力設計自己的環境，並建立起能夠自我維持的人類聚落，這新型態的社會將減少人們對於工業化生產和分配系統的結構性依賴，
如今已在國際上擁有一定數量的追隨者，透過網絡、出版品、永續設計園圃、自主社區、培訓計畫以及網際網路論壇，不斷在原有的概念上持續擴大，並集結了多種另翼文化的思想。
相近的概念有有機農業、里山、魚菜共生等。

## 歷史

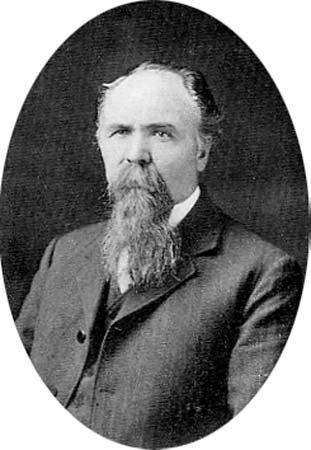
Franklin Hiram King於1911年最先使用「永恒農業」一詞

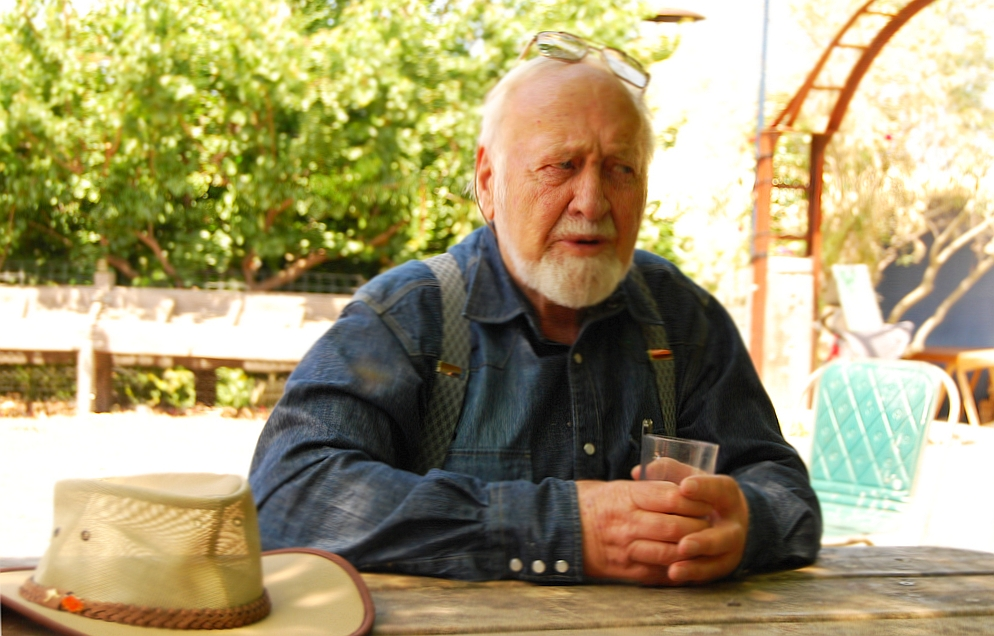
Bill Mollison被譽為樸門之父的人

美國的農業經濟學家Franklin Hiram King在1911年的著作「四千年的農民：中國韓國日本的永恆農業」中，最早將「永恆的」「農業」這兩個英文字彙連接並用；在這脈絡下，永恆的農業被認為是可長久不衰的農法
這定義獲得澳洲發明家P. A. Yeomans的支持，他在1940年以地質知識為基礎，提出從觀察出發的土地利用模式。他發明一種管理水源供應與分配的方法：關鍵線設計。Holmgren運用關鍵線原則在墨爾本設計了一個生態村。
美國生態學家Howard T. Odum的成就，也促成了樸門的發展，尤其對Holmgren深具影響。Odum強調生態學中的系統結構，尤其是最大功率原理，這原理主張任何自然系統都傾向將它內部所蘊含的能量最大化。例如，一座森林的總熱量很高，非常有效地將太陽光轉換成生物量，蓄存在多樣的動、植物體內；相反的，一片麥田所含的能量很低，也經常需要以肥料的型態來補充能源。
Esther Deans所提倡的不翻耕農作法，也是早期的啟發性主張。
較晚近的影響，則來自越南的蔬菜魚塭暨動物圈養（VAC）系統，這是由政府所支持的資源回收制度。
在1970年代中期，澳洲生態學家Bill Mollison與David Holmgren為了回應快速擴張而高破壞性的工業化農業，開始構思如何發展出穩固的農業系統。他們認為工業化農業毒害了土地、水源、減損生物多樣性，並且毀滅了數十億公噸的肥沃土壤。他們在1978年的著作「Permaculture One」中，開創了樸門永續設計的主張。
樸門這個詞彙最初意指「永恆的農業」，但也迅速擴大到「永恆文化」的意涵，因為一個能真正維持永續的系統，必然涵蓋各種社會面向。
在Permaculture One出版之後，Mollison與Holmgren規劃了數百個樸門場址，並且進一步修正與深化他們的概念，也把這些資訊彙整成更詳細的書籍。Mollison在80個以上國家進行授課，有數百位的學生曾經參與為期兩週的設計課程。到了1980年代早期，樸門的概念已經從農業系統，擴展到全面的永續人類居住環境。
在1980年代中期，許多學生已經成功的實踐所學，並開始自行教授相關知識技能。各種樸門相關的社群、計畫、社團、研究機構，在上百個國家中內快速形成。在1991年ABC公司拍攝了四集的電視紀錄片，名為「地球的園丁」，介紹樸門在世界各地的廣泛應用，Youtube上可看到該影片的片段。
樸門起源於澳洲，如今已成為一股國際性的社會運動。如今樸門有兩股分支：原初的樸門和設計的樸門。
- 原初的樸門，試圖要精準地仿效自然界的組成與運作，而發展出可供食用的生態系統。
- 設計的樸門，把自然生態系中各種有用的關係，運用在設計基礎中。它所呈現的結果可能不如「森林園圃」那樣「自然」，但依然尊重各種生態原理。仔細觀察自然界的能量流動模式，而發展出高效率的系統。它也被視為自然系統設計（Dr. M Millington and A Sampson-Kelly）。

## 設計的元素
各項樸門設計原則，都倚重生態學理論來分析系統內部各元素的特性與潛在關連，並將它轉為實際的應用。每個設計中的元素，都從需求、產出、特性等方面進行仔細分析。例如一隻雞需要水、食物、舒適的微氣候以及其他同伴雞隻；會產出雞肉、雞蛋、羽毛與糞肥；也可以幫助扒鬆土壤。各種交互影響的元素被搭配在一起，利用某一元素的產出而滿足鄰近元素的需求。
讓各種設計元素能相互協同運作的同時，也減少了廢棄物，並降低對人體勞力或能源的需求。各種樸門設計的典範，隨著時間而演變，它可能變得極為複雜，例如結合傳統與創新的文化體系，利用極少的輸入，而獲得高產出的食物與各種物質。樸門從有機農業、永續林業、園藝、農林混作以及原住民的土地管理模式中，借用了許多技術與文化模式；它對於生態設計領域的重大貢獻，在於發展出一套簡明而適用性廣泛的組織原則，並能透過短期而密集的訓練過程來傳遞。

## 現代的永恆農業
現代的永恆農業是一套整體的設計工具，它包含：
1. 從整體的角度看待某個系統或問題；
2. 觀察各局部之間如何被連結；
3. 從長期而永續運作的系統中，擷取可借用的想法，而對運作不佳的系統，規劃改善方法；
4. 找出最關鍵的連結。

永恆農業的實踐者，以運作良好的自然系統為師，致力於修補受損的人類農業與都市系統。這樣的想法可被廣泛應用，例如從廚房工具的設計，到農園改造。 永恆農業實踐者，將這想法落實在創造可持續的未來所必須的一切事物上。通常「各種創新發明......往往從注重效率的策略演變而來（例如：更準確地控制各種輸入，並減少廢物產量），接著發展出替代策略（例如：逐漸降低人為干擾中的危害程度；從使用殺蟲劑轉為生物防制技術，或其他更健康的作法），到最後重新設計（從根本上改變系統運作的組成與管理方式） (Hill & MacRae 1995, Hill et al. 1999) 」
「 永恆農業是在協助人們做出新設計的決定：不只是設定新的目標、並轉變想法，也會對他們的家屋，甚至在工作場所、借貸與投資時的行為都造成影響。」（A Sampson-Kelly and Michel Fanton 1991）像是設計並採用複雜的交通方式，竭力善用陽光等自然資源，並且「對於資訊充足、多層次且多元的文化體系，做出激進的設計構想」(Mollison & Slay 1991)
通常這個過程會涉及人們在本質上的轉變——從高度依賴全球的、購買的、進口、以科技為基礎的應對方式，轉而倚賴隨手可得的在地知識、並以技能為重心。它往往也從根本上翻轉了世界觀、對意義的認知、以及相關的生活習慣。（Hill 1991）「我的經驗是雖然效率與替代方案的改良，可以在短期內達到顯著的永續成果；但更長遠的改善，必須從一開始就進行，以確保效率與替代方案，不會成為重新設計的阻礙，而是它的基石。......」（Hill 2000）

## 永恆農業價值
永恆農業是一套基礎廣泛而宏觀整體的方法，可被應用在各種生活面向。在 永恆農業設計與實踐的核心，是一組基礎的核心價值或倫理，不論設計者身在何方，不論是在進行市鎮規劃或擬定貿易制度；不論是在照顧一小處窗台盆栽或整座森林。這些倫理都不改變，它們常被歸納如下：
- 顺其自然：地球是一切生命的起源（她本身可能也是個生命體——參見蓋亞理論），也是人类脆弱的家园。和其他生灵一样，人类属于地球生态链的一个环节，不是她的主宰者。
- 共識主動性：相互幫助與扶持，朝向不傷害人類自身與地球的生活方式而轉變，並且構建健康和協的社會。
- 返璞归真：確保地球上各種有限的資源，都以公平而明智的方式被使用，並分享多餘以滿足其他生命的需求。

關於樸門的現代思維，源於可持續的食物生產，它最早是一種信念，認為人們若要永續的餵養自己，必須要脫離對於工業化農業的依賴。工業化農場使用化石燃料（如汽油、柴油、天然氣）所支撐的科技，每座農場生產特定種類的高產量作物；相反的，樸門則強調低輸入與多樣的作物，實際例子如：繁多的小型市場、從家庭園圃產出食物，食物里程則是重要焦點。

## 創新的設計
樸門的重點，始終是提供一套針對人類棲地的設計工具；這套工具幫助設計者，以觀察生態系統間的互動為基礎，去形塑最終的設計方案。一個簡單的例子是太陽與植物的互動：陽光提供能量給植物生長；這株植物接著可能由蜜蜂授粉、或被鹿吃掉。這些動物可能幫植物傳播種子；長大之後的植物，能幫助動物遮蔽風雨；蜜蜂可能成為鳥類的食物，而樹木則提供這些動物棲息環境；樹葉掉落腐壞之後，成為小昆蟲與真菌的食物。這複雜的網絡關係，替多樣的動、植物提供食物與居所，讓牠們得以存活。
樸門設計的創新之一，便是領會自然生態系的高效率與高生產力，利用天然能量（諸如：風、重力、太陽、火、波浪等等），並試圖將它們應用於滿足人類的飲食與居住需求。大衛霍姆格倫是這套設計系統最重要的推手之一，他以區域分析的方法作為許多樸門創作的基礎。

### O'BREDIM設計方法
「觀界資評設執維」（O'BREDIM）是一個幫助記憶的口訣縮寫，意指：觀察、邊界、資源、評估、設計、執行、維護：
- 觀察，能讓你先了解一塊基地內部的各種功能，明白初始的各種關連。有些人建議至少觀察一年再對任何基地進行植栽。在這期間，人們可以把諸如地層、天然植物相等各種因素納入設計中。一年的觀察可以看到四季的變化情況，然而在溫帶氣候區，每年之間的變化情況可能差異很大。
- 邊界，意指各種有形的邊界，例如鄰居和你之間的牆籬。
- 資源，包括所牽涉的人員、資金，以及未來你能種植或生產的東西。
- 評估，對於前三個項目的評估，是後三個項目的基礎。對於你能運用的東西做出仔細的判斷。
- 設計，是一個充滿創造力與迎向目標的過程，你必須盡可能去設想各元素在未來的協同關係。
- 執行，意指動土施工的過程，你小心地挖掘、並塑造基地。
- 維護，你需要將基地保持在健康良好的運作狀態，只進行必要的小規模調整；良好的設計能排除各種大規模的調整。

### 模式
從自然界或其他基地所借用的模式，常常是樸門設計的關鍵。這也呼應著Christopher Alexander在建築界中所使用的模式語言，它啟發了許多樸門設計者。世間萬物，不論是風、海浪、地球繞日的軸線，都會產生各種模式；為了善用模式，樸門設計者致力於：
- 了解自然界中的各種模式以及它們的運作原理
- 在基地上應用模式，以達成特定的設計目標

「要將模式應用在設計中，設計者必須要辨別出適當的模式類型與潛力，並依地景特性對各個模式做出適當的組合」Sampson-Kelly。例如：路徑可用分岔方式來導引方向，而非九十度直角的路口；從主路徑所延伸的花瓣狀步道（或稱鎖眼步道），可增加土地利用並降低對土壤的踩踏。

### 分區
樸門的分區設計是一種將各元素安排在環境中的方法，它的基礎是：人的使用頻率，以及動植物的需求。時常需要接觸或採收的元素，被安置在家屋附近的第一區或第二區，例如廚房常用的香草植物；而雞隻的需求則是封閉、安全的環境，但要避免雞鳴的噪音干擾、不讓牠靠近而破壞蔬菜、預防潛在的污染（寄生蟲或病毒），因此會和家屋有段距離。使用頻率較低的元素，或者需要孤立環境的元素（如野生物種），就被安排在較遠的位置。

### 相互連結
樸門設計案例中的另一關鍵，是各組成要素之間最終能形成有效的連結關係。穩固的自然生態系是最佳的範例，就像太陽、植物、昆蟲與土壤之間的緊密連繫，在人類、景觀、與各種植物之間，也應朝向互利的關係。
樸門設計的另一個創新之處，在於讓土地利用或其他系統，具有多元的產出。霍姆格倫採用H.T. Odum的主張，認為有效的關連，意味著它能達到最高的效能，讓各種能量的轉換保持最高效率，麥田與森林的對照案例說明了這論點。「設計系統中的穩定性不是來自多樣的組成元素，而是各局部之間形成多少有用的連結關係。」Mollison 1988

### 層次／堆疊

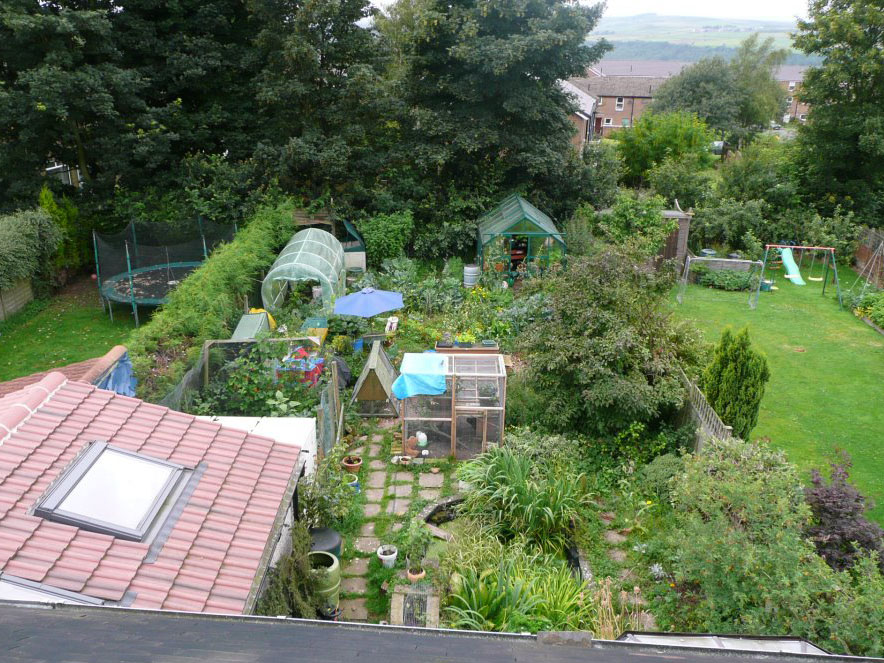
在英國谢菲尔德郊區的樸門庭院，帶有不同的層數的植被.

在樸門與森林庭園中，人們劃分了七個層次。在食物林中通常有七個公認的層，儘管一些從業者還將真菌層作為第8層。
1. 林冠：系統中最高的樹木。大樹在整個系統中佔有主導地位，但通常不會使該區域飽和，例如，存在缺少樹木塊狀區域。
2. 林下樹層：在樹冠下斑駁的光線中繁茂的樹木。
3. 灌木層：一個多樣化層有限高度的木質多年生植物。 包括大多數漿果灌木叢。
4. 草本植物層：這層中的植物每年冬天都會死回地面（如果冬天足夠寒冷）。它們不像灌木層那樣產生木質莖。 許多烹飪用的和藥用的植物都在這一層。 各種有益植物都屬於這一層。 可以是一年生，雙年生或多年生植物。
5. 土壤表面（覆蓋作物）
6. 根系（根莖作物）
7. 垂直面（攀緣、藤本植物）：攀緣植物或葡萄藤，如荷包豆和棉豆（攀緣品種）。

成熟的生態系例如古老森林，具有樹木、林下樹層、地面植物、土壤、真菌、昆蟲、動物，等許多組成局部，在各局部間有非常多的連結。植物在不同高度生長，因此能在一小塊空間中形成多樣的生物群落；植物也在每年不同的時節抽葉、結果。

## 符合生態經濟倫理的設計
樸門設計有個基本原則是：替眼前的各種作物「添加價值」，因此，它試圖提供各種方法，把首要的倫理（見前述）也視為設計的一部份，而讓最終的成果更具價值。樸門所處理的問題也包含經濟領域，例如：如何以種植作物的方式來賺錢，或是如何在地方交易系統（LETS）中以農作物換取勞務。每個設計成果，在維繫生態穩定以外，也應涵蓋經濟面向的考量，以確保在設計案中所滿足的各項需求，不是以剝削他人為代價。
社區經濟體，必須建構在社區三個面向——正義、環境、經濟——的平衡基礎上，這也稱為「三重底線」，亦即「生態—經濟—倫理」。這種架構的案例之一是：由合作社經營的農夫市場；農人同時是勞動者，也是擁有者。此外，所有的經濟體應該以它們的生態界線為範疇，經濟體系不應該獨立存在於它的生態體系之外；所以討論經濟議題時，應該將一切外部成本都納入考量。

### 生態經濟設計的範例
達到這目標的方法之一，是設計「多樣產出」的系統。例如，將胡桃樹混種在麥田內，可以減少土壤侵蝕、形成防風林的效果、並且產出核桃與小麥兩種作物。管理兩種作物使得工作更具挑戰性，這種系統和慣行的農業與經濟模式發生衝突。在麥田裡混植樹木，會讓小麥的產量降低，也不容易使用機具去收成，因為駕駛人必須繞樹行駛。大多數農場都朝著在特定時期內、種植少數作物的專一化方向發展，並試圖要達成最大的剩餘以增加利潤，但這種大量的剩餘必須依賴龐大的石化燃料。

## 參閲
- 森林園藝
- 混農林業

## 外部連結

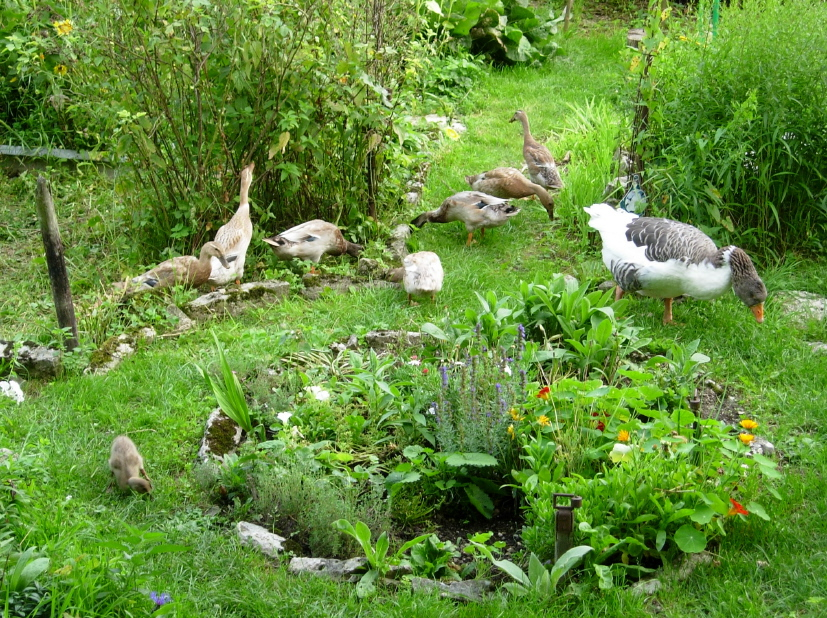
仿效自然界中生態關係的多年生農業系統

- Ethics and principles of permaculture （页面存档备份，存于） (Holmgren's)
- Permaculture Commons （页面存档备份，存于） – collection of permaculture material under free licenses
- The 15 pamphlets based on the 1981 Permaculture Design Course given by Bill Mollison (co-founder of permaculture) all in 1 PDF file
- The Permaculture Research Institute （页面存档备份，存于） – Permaculture Forums, Courses, Information, News and Worldwide Reports
- The Worldwide Permaculture Network （页面存档备份，存于） – Database of permaculture people and projects worldwide